# 올멕 별기원론

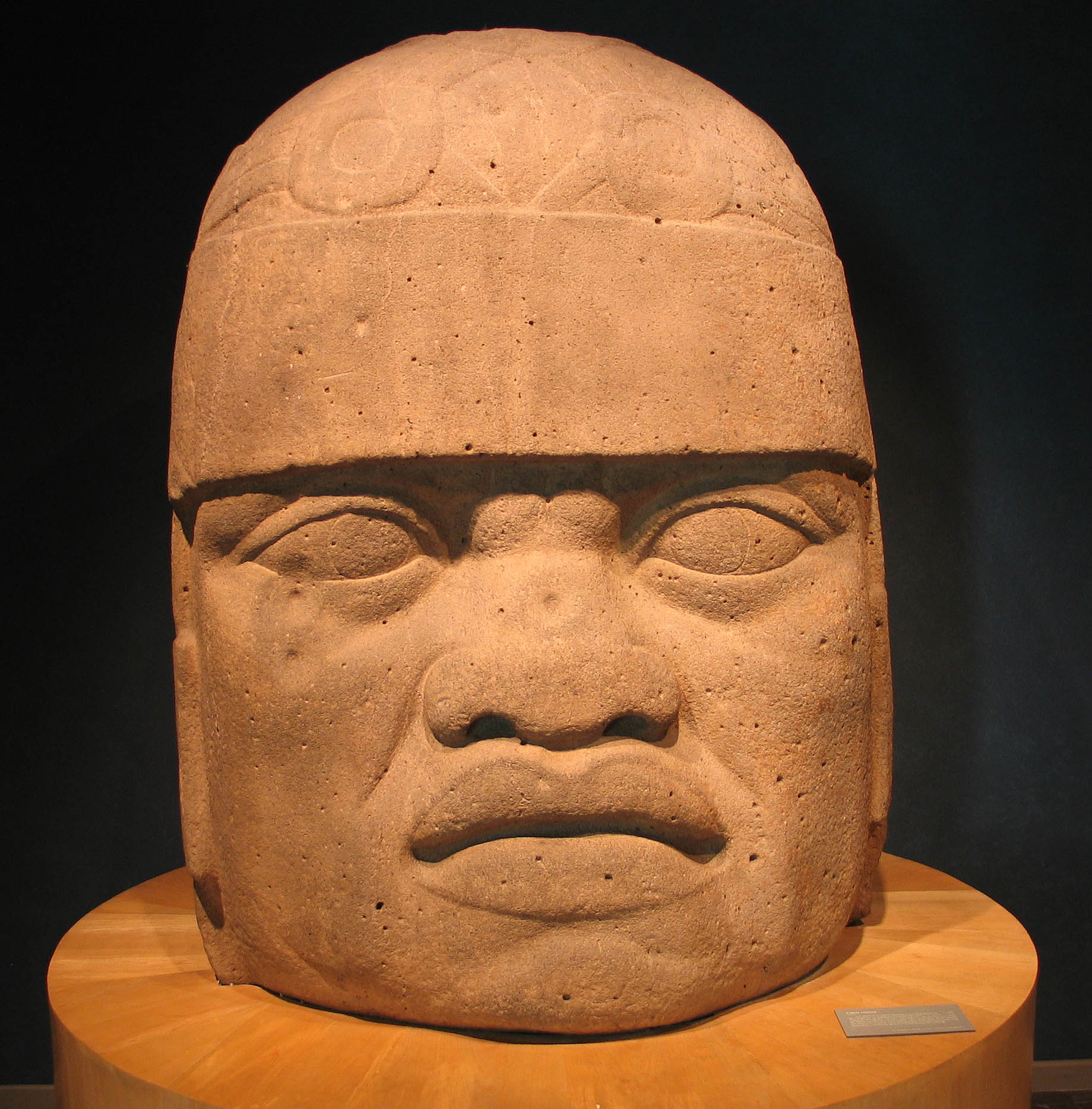
아프리카의 얼굴 특징을 닮았다고 말해지는 입술과 코를 가진 3미터 높이의 올멕 조각, 산 로렌소 테노치티틀란 거대 머리 6.

올멕 별기원론은 일반적으로 학술적인 합의를 받아, 모순된 올멕 문명의 형성을 위해 제안된 설명이다. 이러한 기원 이론은 일반적으로 구세계 사회와의 접촉을 포함한다. 이러한 추측은 특히 올멕에 아프리카와의 연결이 있었다는 발상으로, 대중 문화 내에서 다소 잘 알려져 있지만, 이는 중미의 연구자의 대다수에게 신뢰할 수 있는 것으로 간주되지 않는다.

## 같이 보기
- 아메리카 이주설
- 콜럼버스 이전 과대양 접촉론
- 고대 이집트 인종 논란